# Ptilinopus purpuratus
Ptilinopus purpuratus é uma espécie de ave da família Columbidae.
É endémica da Polinésia Francesa.
Os seus habitats naturais são: florestas subtropicais ou tropicais húmidas de baixa altitude.